# N502it
デジタル・ムーバ N502it HYPER（デジタル・ムーバ エヌ ごー まる にー アイ ティ ハイパー）は、日本電気(NEC)製のNTTドコモの第二世代携帯電話(mova)端末である。

## 概要
大画面折畳み型で大ヒットした、N502iをベースに、2.0インチのカラー液晶をメインディスプレイに使用した。マイナーチェンジモデルは2001年から末尾に「s」が付くようになったため、ドコモ史上最後の末尾に小文字の「t」が付く端末である。大きさはN502iと同一であるが、質量は7g重くなっている。この他、新たにカーナビゲーションとの連携機能「iナビリンク」に対応している。着信メロディはFM音源4和音。カプコンの「パニックルート」というゲームが搭載されている。

## 九州・沖縄サミットでのオフィシャル端末
発表前の2000年7月に開かれた九州・沖縄サミットでオフィシャル端末として導入された。

## 歴史
- 2000年5月10日　テレコムエンジニアリングセンター(TELEC)による技術基準適合証明の工事設計認証（工事設計認証番号WAA0065）
- 2000年5月22日　電気通信端末機器審査協会による技術基準適合認定の設計認証（設計認証番号A00-0480JP、J00-0127）
- 2000年6月13日　TELECによる技術基準適合証明の工事設計認証（工事設計認証番号WAA0075）
- 2000年7月21日～7月23日　九州・沖縄サミットで発表前に試験導入。
- 2000年8月28日　ドコモから発表。
- 2000年9月1日　 発売。
- 2012年3月31日　movaサービス終了により使用はこの日限りとなる。